# Michal Witkowski
Michał Witkowski (Breslavia, Polonia, 17 de enero de 1975) es un novelista polaco, reconocido en el género de la literatura homosexual.

## Trayectoria
Licenciado en filología polaca por la Universidad de Breslavia, en el año 2001 publicó su primera obra, Copyright, una colección de relatos cortos.
En 2005 publicó Lubiewo (El leñador, publicada en 2013 en España por Editorial Rayo Verde), una novela de temática queer que llegó a los 15.000 ejemplares vendidos. Con este título recibió el premio Paszport Polityki y el premio Gdynia, y fue nominado para el premio Nike. Lubiewo es una obra controvertida, irónica y llena de neologismos y alusiones intertextuales (por ejemplo, a obras de Witold Gombrowicz, Pierre Choderlos de Laclos o Adam Mickiewicz). Fue adaptada al teatro por Piotr Sieklucki.
Dos años después publicó otra colección de relatos, titulada Fototapeta, y más tarde, la siguió Barbara Radziwiłłówna z Jaworzna-Szczakowej. Su posterior obra, Margot, también fue adaptada al teatro.
En el año 2011 publicó Drwal, una novela negra donde se parodia a sí mismo y a su entorno a la vez que describe la Polonia actual.
Su obra ha sido traducida al alemán, inglés, catalán, castellano, neerlandés, finés, francés, checo, lituano, ruso y húngaro.

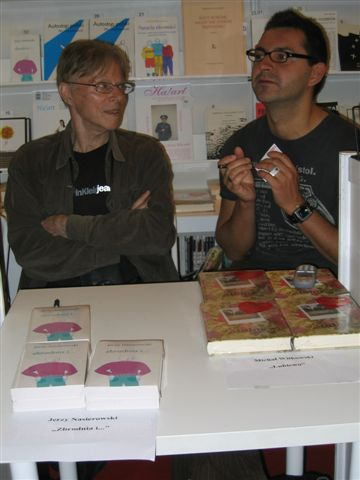
Michał Witkowski (derecha) junto a Jerzy Nasierowski, Feria Internacional del Libro de Varsovia, 21 de mayo de 2006.

Por otro lado, Witkowski es colaborador de la revista cultural polaca Ha!art.

## Obra publicada
- Copyright (2001).  Wydawnictwo Zielona Sowa. ISBN 83-7220-247-8
- Lubiewo (2005). Korporacja ha!art. ISBN 83-89911-04-3
- Fototapeta (2006). Wydawn. W.A.B. ISBN 83-7414-159-X
- Barbara Radziwiłłówna z Jaworzna-Szczakowej (2007) Wydawn. "W.A.B." ISBN 978-83-7414-372-1
- Margot (2009) Wydawnictwo: "Świat Książki", ISBN 978-83-247-1745-3
- Drwal (2011) Wydawnictwo: "Świat Książki", ISBN 978-83-7799-483-2